# Anselmo Pisa
Anselmo Hugo Pisa (Buenos Aires, 7 aprile 1918 – Buenos Aires, 16 ottobre 1965) è stato un allenatore di calcio e calciatore argentino con passaporto italiano, di ruolo centrocampista.
È il fratello minore di Silvestro Pisa, ed era pertanto noto come Pisa II.

## Carriera
Nel biennio 1939-1940 ha giocato con gli argentini del Banfield.
Nel 1940 arriva in Italia su segnalazione di Alfredo Di Franco, direttore sportivo della Lazio, squadra con la quale gioca una partita in Serie A; resta in rosa anche nella stagione successiva. Nel 1942-1943 è all'Ambrosiana-Inter.
L'anno successivo si trasferisce in Portogallo, tra le file dell'Estoril Praia. Dopo se n'è andato al Lusitano de Évora con il quale riesce a centrare la promozione nella prima divisione portoghese.
Una volta terminata la carriera di calciatore, Pisa II intraprende quella di allenatore, iniziando tra le giovanili dello Sporting Clube de Portugal per poi arrivare, seppur per un breve periodo, a guidare la prima squadra. Successivamente si siede sulle panchine di Beira-Mar, Belenenses e CUF Barreiro.